# Órbita da Lua
A Lua orbita a Terra na direção progressiva e completa uma revolução relativa ao Equinócio Vernal e às estrelas em cerca de 27.32 dias (um mês tropical e um mês sideral) e uma revolução relativa ao Sol em cerca de 29.53 dias (um mês sinódico). A Terra e a Lua orbitam em torno de seu baricentro (centro de massa comum), que fica a cerca de 4.670 km do centro da Terra (cerca de 73% de seu raio), formando um sistema de satélites chamado Sistema Terra-Lua. Em média, a distância até a Lua é de cerca de 385.000 km do centro da Terra, o que corresponde a cerca de 60 raios da Terra ou 1.282 segundos-luz.
Com uma velocidade orbital média de 1.022 km/s, a Lua cobre uma distância aproximadamente de seu diâmetro, ou cerca de meio grau na esfera celeste, a cada hora. A Lua difere da maioria dos satélites de outros planetas porque sua órbita está próxima do plano eclíptico em vez do plano equatorial primário (neste caso, da Terra). O plano orbital da Lua é inclinado cerca de 5.1° em relação ao plano da eclíptica, enquanto o plano equatorial da Lua é inclinado apenas 1.5°.

## Propriedades
As propriedades da órbita descritas nesta seção são aproximações. A órbita da Lua em torno da Terra tem muitas variações (perturbações) devido à atração gravitacional do Sol e dos planetas, cujo estudo (teoria lunar) tem uma longa história.

### Forma elíptica
A órbita da Lua é uma elipse quase circular em torno da Terra (os semieixos maiores e semieixos semimenores são 384.400 km e 383.800 km, respectivamente: uma diferença de apenas 0.16%). A equação da elipse produz uma excentricidade de 0.0549 e distâncias de perigeu e apogeu de 362.600 km e 405.400 km, respectivamente (uma diferença de 12%).
Como os objetos mais próximos parecem maiores, o tamanho aparente da Lua muda à medida que ela se aproxima e se afasta de um observador na Terra. Um evento conhecido como "superlua" ocorre quando a Lua cheia está mais próxima da Terra (perigeu). O maior diâmetro aparente possível da Lua é o mesmo 12% maior (como distâncias de perigeu versus apogeu) do que o menor; a área aparente é 25% maior, assim como a quantidade de luz que ela reflete em direção à Terra.
A variação na distância orbital da Lua corresponde a mudanças em suas velocidades tangencial e angular, conforme declarado na segunda lei de Kepler. O movimento angular médio relativo a um observador imaginário no baricentro Terra-Lua é de 13.176° por dia a leste (época J2000.0).

### Elongação
O elongação da Lua é sua distância angular a leste do Sol em qualquer momento. Na Lua nova, é zero e diz-se que a Lua está em conjunção. Na Lua cheia, o elongação é de 180° e diz-se que está em oposição. Em ambos os casos, a Lua está em sizígia, ou seja, o Sol, a Lua e a Terra estão quase alinhados. Quando o elongação é de 90° ou 270°, diz-se que a Lua está em quadratura.

### Precessão

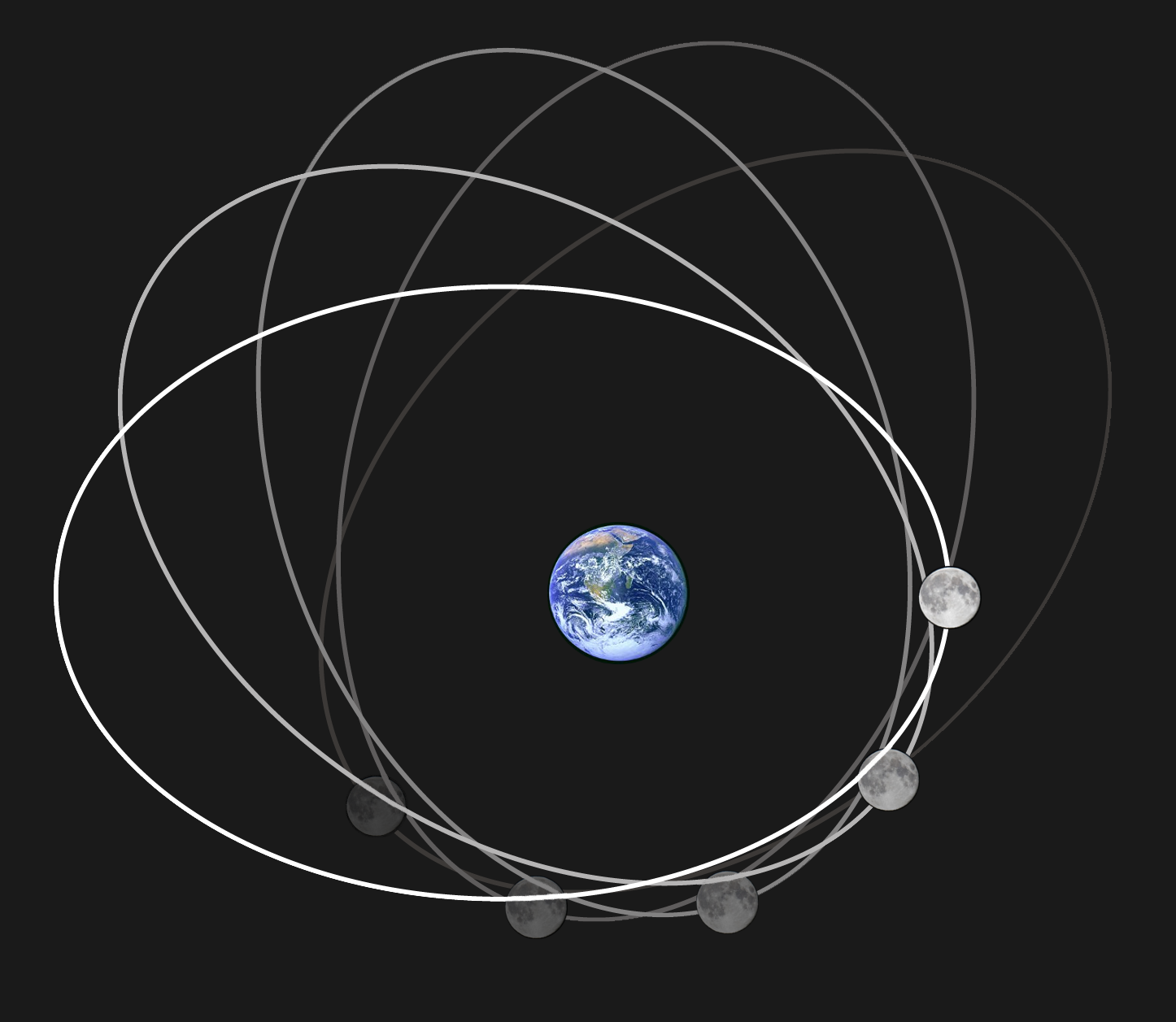
Precessão apsidal, o eixo principal da órbita elíptica da Lua gira em uma revolução completa uma vez a cada 8.85 anos na mesma direção da própria rotação da Lua. Esta imagem olha para cima representando o polo sul geográfico da Terra e a forma elíptica da órbita da Lua (muito exagerada de sua forma quase circular para tornar a precessão evidente) está girando de órbitas brancas para cinzas

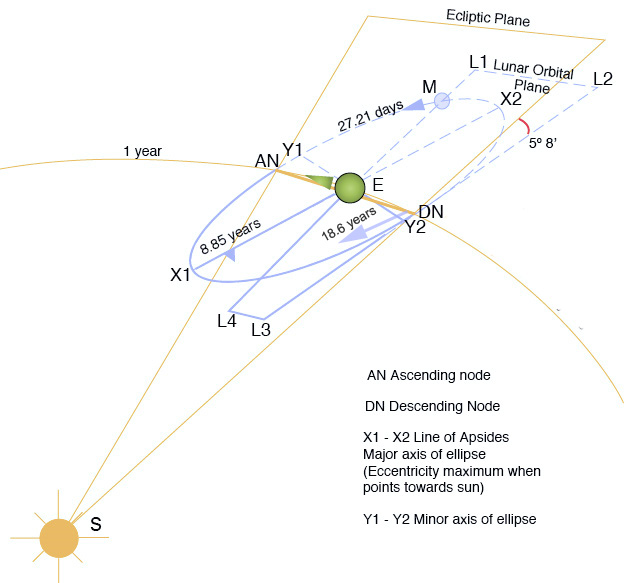
Perturbações da órbita da Lua da Terra

A orientação da órbita não é fixa no espaço, mas gira ao longo do tempo. Essa precessão orbital é chamada de precessão apsidal e é a rotação da órbita da Lua dentro do plano orbital, ou seja, os eixos da elipse mudam de direção. O eixo principal da órbita lunar, o maior diâmetro da órbita, unindo seus pontos mais próximo e mais distante, o perigeu e o apogeu, respectivamente, faz uma revolução completa a cada 8.85 anos terrestres, ou 3.232,6054 dias, enquanto gira lentamente na mesma direção que a própria Lua (movimento direto), significando uma precessão de 360° para o leste. A precessão apsidal da Lua é distinta da precessão nodal de seu plano orbital e da precessão axial da própria Lua.

### Inclinação

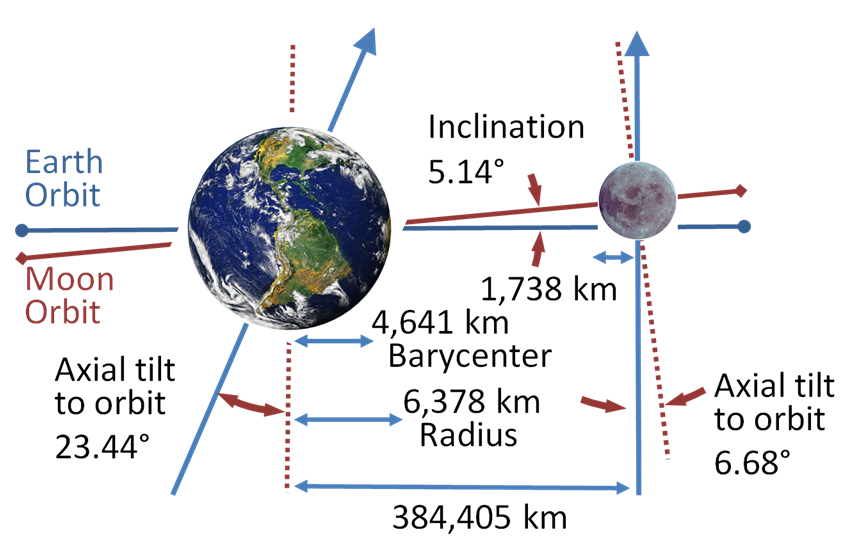
Inclinação orbital a órbita da Lua é inclinada 5.14° em relação à eclíptica. Isso mostra a configuração específica no principal lunistice do norte. Nessas ocasiões, o polo norte da Terra está voltado para a Lua e a Lua está ao norte da eclíptica

A inclinação média da órbita lunar em relação ao plano da eclíptica é de 5.145°. Considerações teóricas mostram que a atual inclinação em relação ao plano da eclíptica surgiu pela evolução das marés de uma órbita próxima da Terra anterior com uma inclinação relativamente constante em relação ao equador da Terra. Seria necessária uma inclinação desta órbita anterior de cerca de 10° em relação ao equador para produzir uma inclinação atual de 5° em relação à eclíptica. Pensa-se que originalmente a inclinação para o equador era próxima de zero, mas poderia ter aumentado para 10° através da influência de planetesimais passando perto da Lua enquanto caíam na Terra. Se isso não tivesse acontecido, a Lua estaria agora muito mais próxima da eclíptica e os eclipses seriam muito mais frequentes.
O eixo de rotação da Lua não é perpendicular ao seu plano orbital, então o equador lunar não está no plano de sua órbita, mas é inclinado a ele por um valor constante de 6.688° (esta é a obliquidade). Como foi descoberto por Jacques Cassini em 1722, o eixo rotacional da Lua precessa com a mesma taxa de seu plano orbital, mas está 180° fora de fase (veja as Leis de Cassini). Portanto, o ângulo entre a eclíptica e o equador lunar é sempre de 1.543°, embora o eixo de rotação da Lua não seja fixo em relação às estrelas. Isso também significa que quando a Lua está mais ao norte da eclíptica, o centro da parte que vemos é cerca de 6.7° ao sul do equador lunar e o polo sul é visível, enquanto que quando a Lua está mais ao sul da eclíptica, o centro da a parte visível está 6.7° ao norte do equador e o polo norte é visível. Isso é chamado de libração em latitude.

#### Nodos
Os nodos são pontos nos quais a órbita da Lua cruza a eclíptica. A Lua cruza o mesmo nodo a cada 27.2122 dias, intervalo chamado de mês draconiano ou mês draconítico. A linha dos nodos, a interseção entre os dois planos respectivos, tem um movimento retrógrado: para um observador na Terra, ela gira para o oeste ao longo da eclíptica com um período de 18.6 anos ou 19.3549° por ano. Quando vistos do norte celeste, os nodos movem-se no sentido horário ao redor da Terra, oposto ao próprio giro da Terra e sua revolução ao redor do Sol. Um Eclipse da Lua ou do Sol pode ocorrer quando os nodos se alinham com o Sol, aproximadamente a cada 173.3 dias. A inclinação da órbita lunar também determina os eclipses; as sombras se cruzam quando os nodos coincidem com a Lua cheia e nova quando o Sol, a Terra e a Lua se alinham em três dimensões.
Com efeito, isso significa que o "ano tropical" na Lua tem apenas 347 dias de duração. Isso é chamado de ano draconiano ou ano do eclipse. As "estações" na Lua se encaixam nesse período. Por cerca de metade deste ano draconiano, o Sol está ao norte do equador lunar (mas no máximo 1.543°) e, na outra metade, fica ao sul do equador lunar. Obviamente, o efeito dessas estações é menor em comparação com a diferença entre a noite lunar e o dia lunar. Nos polos lunares, em vez dos dias e noites lunares habituais de cerca de 15 dias terrestres, o Sol estará "acima" por 173 dias, pois estará "abaixo"; o nascer e o pôr do sol polar levam 18 dias por ano. "Acima" aqui significa que o centro do Sol está acima do horizonte. Nascer do sol e pôr do sol polares lunares ocorrem na época dos eclipses (solar ou lunar). Por exemplo, no eclipse solar de 9 de março de 2016, a Lua estava perto de seu nodo descendente e o Sol estava perto do ponto no céu onde o equador da Lua cruza a eclíptica. Quando o Sol atinge esse ponto, o centro do Sol se põe no polo norte lunar e nasce no polo sul lunar.
No eclipse solar de 1 de setembro de 2016, a Lua estava perto de seu nodo ascendente e o Sol estava perto do ponto no céu onde o equador da Lua cruza a eclíptica. Quando o Sol atinge esse ponto, o centro do Sol nasce no polo norte lunar e se põe no polo sul lunar.

#### Inclinação para o equador e paralisação lunar
A cada 18.6 anos, o ângulo entre a órbita da Lua e o equador da Terra atinge um máximo de 28°36′, a soma da inclinação equatorial da Terra (23°27′) e a inclinação orbital da Lua (5°09′) em relação à eclíptica. Isso é chamado de maior paralisação lunar. Nessa época, a declinação da Lua variará de −28°36′ a +28°36′. Por outro lado, 9.3 anos depois, o ângulo entre a órbita da Lua e o equador da Terra atinge seu mínimo de 18°20′. Isso é chamado de menor paralisação lunar. A última paralisação lunar foi uma pequena paralisação em outubro de 2015. Naquela época, o nodo descendente estava alinhado com o equinócio (o ponto no céu com ascensão reta zero e declinação zero). Os nodos estão se movendo para o oeste em cerca de 19° por ano. O Sol cruza um determinado nó cerca de 20 dias antes de cada ano.
Quando a inclinação da órbita da Lua em relação ao equador da Terra estiver no mínimo de 18°20', o centro do disco da Lua estará acima do horizonte todos os dias a partir de latitudes inferiores a 70°43' (90° − 18°20' – 57' paralaxe) norte ou sul. Quando a inclinação está no máximo de 28°36', o centro do disco da Lua estará acima do horizonte todos os dias apenas de latitudes inferiores a 60°27' (90° − 28°36' – 57' paralaxe) norte ou sul.
Em latitudes mais altas, haverá um período de pelo menos um dia por mês em que a Lua não nasce, mas também haverá um período de pelo menos um dia em cada mês em que a Lua não se põe. Isso é semelhante ao comportamento sazonal do Sol, mas com um período de 27.2 dias em vez de 365 dias. Observe que um ponto na Lua pode realmente ser visível quando está a cerca de 34 minutos de arco abaixo do horizonte, devido à refração atmosférica.
Devido à inclinação da órbita da Lua em relação ao equador da Terra, a Lua fica acima do horizonte nos polos Norte e Sul por quase duas semanas a cada mês, embora o Sol fique abaixo do horizonte por seis meses de cada vez. O período do nascer da lua ao nascer da lua nos polos é um mês tropical, cerca de 27.3 dias, bem próximo ao período sideral. Quando o Sol está mais abaixo do horizonte (solstício de inverno), a Lua estará cheia quando estiver em seu ponto mais alto. Quando a Lua estiver em Gemini estará acima do horizonte no Polo Norte, e quando estiver em Sagittarius estará no Polo Sul.
A luz da Lua é usada pelo zooplânctons no Ártico quando o Sol está abaixo do horizonte por meses e deve ter sido útil para os animais que viviam nas regiões árticas e antárticas quando o clima era mais quente.

## Histórico de observações e medições

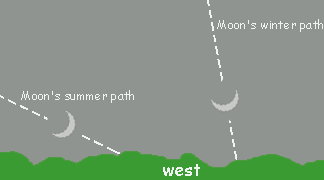
A trajetória aparente da Lua no céu vista da Terra todas as noites é como uma ampla elipse, embora o caminho dependa da época do ano e da latitude

Por volta de 1000 a.C., os babilônios foram a primeira civilização humana conhecida por ter mantido um registro consistente de observações lunares. Tábuas de argila desse período, que foram encontradas no território do atual Iraque, estão inscritas com escrita cuneiforme registrando as horas e datas do nascer e pôr da lua, as estrelas pelas quais a Lua passou perto e as diferenças de tempo entre o nascer e o pôr do sol e da Lua por volta da época da lua cheia. A astronomia babilônica descobriu os três principais períodos do movimento da Lua e usou a análise de dados para construir calendários lunares que se estenderam até o futuro. Esse uso de observações detalhadas e sistemáticas para fazer previsões com base em dados experimentais pode ser classificado como o primeiro estudo científico da história humana. No entanto, os babilônios parecem não ter qualquer interpretação geométrica ou física de seus dados, e eles não podiam prever futuros eclipses lunares (embora "avisos" tenham sido emitidos antes dos prováveis tempos de eclipse).
Os antigos astrônomos gregos foram os primeiros a introduzir e analisar modelos matemáticos do movimento dos objetos no céu. Ptolomeu descreveu o movimento lunar usando um modelo geométrico bem definido de epiciclos e eveções.
Isaac Newton foi o primeiro a desenvolver uma teoria completa do movimento, a mecânica. As observações do movimento lunar foram o principal teste de sua teoria.

## Períodos lunares
| Nome             | Valor (dias) | Definição                                                                 |
| ---------------- | ------------ | ------------------------------------------------------------------------- |
| Mês sideral      | 27.321662    | Em relação às estrelas distantes (13.36874634 passagens por órbita solar) |
| Mês sinódico     | 29.530589    | Em relação ao Sol (fases da Lua, 12.36874634 passagens por órbita solar)  |
| Mês tropical     | 27.321582    | Em relação ao ponto vernal (precessos em ~26.000 anos)                    |
| Mês anomalístico | 27.554550    | Em relação ao perigeu (precessos em 3232.6054 dias = 8.850578 anos)       |
| Mês draconiano   | 27.212221    | Em relação ao nó ascendente (precessos em 6793.4765 dias = 18.5996 anos)  |

Existem vários períodos diferentes associados à órbita lunar. O mês sideral é o tempo que leva para fazer uma órbita completa ao redor da Terra em relação às estrelas fixas. São cerca de 27.32 dias. O mês sinódico é o tempo que a Lua leva para atingir a mesma fase visual. Isso varia notavelmente ao longo do ano, mas a média é de cerca de 29.53 dias. O período sinódico é mais longo que o período sideral porque o sistema Terra-Lua se move em sua órbita ao redor do Sol durante cada mês sideral, portanto, é necessário um período mais longo para alcançar um alinhamento semelhante da Terra, do Sol e da Lua. O mês anomalístico é o tempo entre perigeus e é de cerca de 27.55 dias. A separação Terra-Lua determina a força da força de elevação da maré lunar.
O mês draconiano é o tempo de nodo ascendente a nodo ascendente. O tempo entre duas passagens sucessivas da mesma longitude eclíptica é chamado de mês tropical. Os últimos períodos são ligeiramente diferentes do mês sideral.
A duração média de um mês civil (um doze avos de um ano) é de cerca de 30.4 dias. Este não é um período lunar, embora o mês do calendário esteja historicamente relacionado à fase lunar visível.

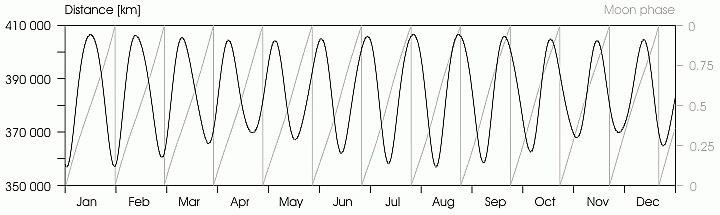
A distância da Lua à Terra e as fases da Lua em 2014
Fases da lua: 0 (1)—lua nova, 0.25—primeiro quarto, 0.5—lua cheia, 0.75—último quarto

## Evolução das marés
A atração gravitacional que a Lua exerce sobre a Terra é a causa das marés tanto no oceano quanto na Terra sólida; o Sol tem uma influência de maré menor. A Terra sólida responde rapidamente a qualquer mudança na força de maré, a distorção assumindo a forma de um elipsoide com os pontos altos aproximadamente abaixo da Lua e no lado oposto da Terra. Isso é resultado da alta velocidade das ondas sísmicas dentro da Terra sólida.
No entanto, a velocidade das ondas sísmicas não é infinita e, juntamente com o efeito da perda de energia dentro da Terra, isso causa um ligeiro atraso entre a passagem do forçamento máximo devido à Lua e a maré máxima da Terra. Como a Terra gira mais rápido do que a Lua percorre sua órbita, esse pequeno ângulo produz um torque gravitacional que desacelera a Terra e acelera a Lua em sua órbita.
No caso das marés oceânicas, a velocidade das ondas de maré no oceano é muito mais lenta do que a velocidade da força de maré da Lua. Como resultado, o oceano nunca está próximo do equilíbrio com a força das marés. Em vez disso, o forçamento gera as longas ondas oceânicas que se propagam ao redor das bacias oceânicas até eventualmente perderem sua energia por meio da turbulência, seja no oceano profundo ou nas plataformas continentais rasas.
Embora a resposta do oceano seja a mais complexa das duas, é possível dividir as marés oceânicas em um pequeno termo elipsoide que afeta a Lua mais um segundo termo que não tem efeito. O termo elipsoide do oceano também desacelera a Terra e acelera a Lua, mas como o oceano dissipa tanta energia das marés, as atuais marés oceânicas têm um efeito de ordem de magnitude maior do que as marés sólidas da Terra.
Por causa do torque das marés, causado pelos elipsoides, parte do momento angular (ou rotacional) da Terra está sendo gradualmente transferido para a rotação do par Terra-Lua em torno de seu centro de massa mútuo, chamado baricentro. Veja a aceleração de marés para uma descrição mais detalhada.
Este momento angular orbital ligeiramente maior faz com que a distância Terra-Lua aumente em aproximadamente 38 milímetros por ano. A conservação do momento angular significa que a rotação axial da Terra está diminuindo gradualmente e, por causa disso, seu dia aumenta em aproximadamente 24 microssegundos a cada ano (excluindo o rebote glacial). Ambos os números são válidos apenas para a configuração atual dos continentes. As ritmitas de maré de 620 milhões de anos atrás mostram que, ao longo de centenas de milhões de anos, a Lua recuou a uma taxa média de 22 mm por ano (2.200 km ou 0.56% ou a distância Terra-Lua por cem milhões de anos) e o dia aumentou a uma taxa média de 12 microssegundos por ano (ou 20 minutos por cem milhões de anos), ambos cerca de metade de seus valores atuais.
A alta taxa atual pode ser devida à ressonância entre as frequências naturais do oceano e as frequências das marés. Outra explicação é que no passado a Terra girava muito mais rápido, um dia possivelmente durando apenas 9 horas na Terra primitiva. As ondas de maré resultantes no oceano teriam sido muito mais curtas e teria sido mais difícil para a força de maré de comprimento de onda longo excitar as marés de comprimento de onda curto.
A Lua está gradualmente se afastando da Terra para uma órbita mais alta, e os cálculos sugerem que isso continuaria por cerca de 50 bilhões de anos. A essa altura, a Terra e a Lua estariam em uma ressonância de rotação-órbita mútua ou bloqueio de maré, no qual a Lua orbitaria a Terra em cerca de 47 dias (atualmente 27 dias), e tanto a Lua quanto a Terra girariam em torno de seus eixos em ao mesmo tempo, sempre de frente um para o outro com o mesmo lado. Isso já aconteceu com a Lua, o mesmo lado sempre está voltado para a Terra, e também está acontecendo lentamente com a Terra. No entanto, a desaceleração da rotação da Terra não está ocorrendo rápido o suficiente para que a rotação se estenda para um mês antes que outros efeitos mudem a situação: aproximadamente 2.3 bilhões de anos a partir de agora, o aumento da radiação do Sol terá causado a evaporação dos oceanos da Terra, removendo a maior parte da fricção e aceleração das marés.

## Libração

Animação da Lua enquanto ela percorre suas fases. A aparente oscilação da Lua é conhecida como libração

A Lua está em rotação síncrona, o que significa que mantém a mesma face voltada para a Terra o tempo todo. Essa rotação síncrona só é verdadeira em média porque a órbita da Lua tem uma excentricidade definida. Como resultado, a velocidade angular da Lua varia à medida que orbita a Terra e, portanto, nem sempre é igual à velocidade de rotação da Lua, que é mais constante. Quando a Lua está em seu perigeu, seu movimento orbital é mais rápido que sua rotação. Nesse momento, a Lua está um pouco à frente em sua órbita em relação à sua rotação em torno de seu eixo, e isso cria um efeito de perspectiva que nos permite ver até oito graus de longitude de seu lado oriental (direito). Por outro lado, quando a Lua atinge seu apogeu, seu movimento orbital é mais lento que sua rotação, revelando oito graus de longitude de seu lado oeste (esquerdo). Isso é conhecido como libração óptica em longitude.
O eixo de rotação da Lua é inclinado em um total de 6.7° em relação à normal ao plano da eclíptica. Isso leva a um efeito de perspectiva semelhante na direção norte-sul, que é conhecido como libração óptica na latitude, que permite ver quase 7° de latitude além do polo do outro lado. Finalmente, como a Lua está a apenas 60 raios da Terra do centro de massa da Terra, um observador no equador que observa a Lua durante a noite se move lateralmente em um diâmetro da Terra. Isso dá origem a uma libração diurna, que permite ver um grau adicional de longitude lunar. Pela mesma razão, observadores em ambos os polos geográficos da Terra seriam capazes de ver um grau adicional de libração em latitude.
Além dessas "libras ópticas" causadas pela mudança de perspectiva para um observador na Terra, existem também "libras físicas" que são nutações reais da direção do polo de rotação da Lua no espaço: mas são muito pequenas.

## Caminho da Terra e da Lua ao redor do Sol

Seção das trajetórias da Terra e da Lua ao redor do Sol

Quando vista do polo norte celeste (ou seja, da direção aproximada da estrela Polaris), a Lua orbita a Terra no sentido anti-horário e a Terra orbita o Sol no sentido anti-horário, e a Lua e a Terra giram em seus próprios eixos no sentido anti-horário.
A regra da mão direita pode ser usada para indicar a direção da velocidade angular. Se o polegar da mão direita apontar para o polo celeste norte, seus dedos se curvarão na direção em que a Lua orbita a Terra, Terra orbita o Sol e a Lua e a Terra giram em seus próprios eixos.
Nas representações do Sistema Solar, é comum desenhar a trajetória da Terra do ponto de vista do Sol e a trajetória da Lua do ponto de vista da Terra. Isso pode dar a impressão de que a Lua orbita a Terra de tal maneira que às vezes ela anda para trás quando vista da perspectiva do Sol. No entanto, como a velocidade orbital da Lua ao redor da Terra (1 km/s) é pequena comparada à velocidade orbital da Terra ao redor do Sol (30 km/s), isso nunca acontece. Não há loops para trás na órbita solar da Lua.
Considerando o sistema Terra-Lua como um planeta binário, seu centro de gravidade está dentro da Terra, cerca de 4.671 km ou 73.3% do raio da Terra a partir do centro da Terra. Este centro de gravidade permanece na linha entre os centros da Terra e da Lua enquanto a Terra completa sua rotação diurna. O caminho do sistema Terra-Lua em sua órbita solar é definido como o movimento desse centro de gravidade mútuo em torno do Sol. Consequentemente, o centro da Terra muda para dentro e para fora do caminho orbital solar durante cada mês sinódico, à medida que a Lua se move em sua órbita ao redor do centro de gravidade comum.
O efeito gravitacional do Sol na Lua é mais que o dobro do da Terra na Lua; consequentemente, a trajetória da Lua é sempre convexa (como visto ao olhar para o Sol em todo o sistema Sol-Terra-Lua de uma grande distância fora da órbita solar Terra-Lua), e não é côncava em nenhum lugar (da mesma perspectiva) ou em loop. Ou seja, a região delimitada pela órbita da Lua em relação ao Sol é um conjunto convexo.